# Felix Mendelssohn
Jakob Ludwig Felix Mendelssohn Bartholdy, conegut com a Felix Mendelssohn, [ˌjɑkʿɔp ˌl̥utv̥ɪç ˌfelɪks ˈmɛndl̩ˌz̊ombaʁˈtʰɔldi] (Hamburg, 3 de febrer de 1809 – Leipzig, 4 de novembre de 1847) fou un compositor alemany, pianista i director d'orquestra del primer període romàntic.
Va néixer en una família jueva notable que més tard es convertiria al luteranisme. La seva obra inclou simfonies, concerts, oratoris, piano i música de cambra. Després d'un llarg període de relativa denigració a causa dels canvis dels gustos musicals i l'antisemitisme de finals del XIX i principis del XX, la seva originalitat creativa s'està reconeixent actualment i es revalua fins a arribar a ser un dels compositors més populars del Romanticisme. Era el padrí del pintor, pacifista i esperantista Felix Moscheles.
Les composicions de Mendelssohn inclouen simfonies, concerts, música per a piano, música per a orgue i música de cambra. Les seves obres més conegudes inclouen l'⁣obertura i la música incidental d'⁣El somni d'una nit d'estiu (que inclou la Marxa nupcial), la Simfonia italiana, la Simfònica escocesa, l'⁣oratori Paulus, l'oratori Elijah, l'obertura Les Hèbrides, el Concert per a violí madur, l'octet de corda i la melodia utilitzada a la nadala Hark! The Herald Angels Sing. Les Cançons sense paraules de Mendelssohn són les seves composicions per a piano solista més famoses.
L'avi de Mendelssohn era el reconegut filòsof jueu Moses Mendelssohn, però Fèlix es va criar inicialment sense religió fins que va ser batejat als set anys a l'església cristiana reformada. Va ser reconegut aviat com un prodigi musical, però els seus pares van ser cautelosos i no van intentar capitalitzar el seu talent. La seva germana Fanny Mendelssohn va rebre una educació musical similar i va ser una compositora i pianista talentosa per dret propi; algunes de les seves primeres cançons es van publicar amb el nom del seu germà i la seva Sonata de Pasqua se li va atribuir erròniament durant un temps després d'haver-se perdut i redescobert als anys setanta.
Mendelssohn va tenir un èxit primerenc a Alemanya i va recuperar l'interès per la música de Johann Sebastian Bach, sobretot amb la seva interpretació de la Passió segons Sant Mateu el 1829. Va ser ben rebut en els seus viatges per Europa com a compositor, director d'orquestra i solista; les seves deu visites a la Gran Bretanya – durant les quals es van estrenar moltes de les seves obres principals– formen una part important de la seva carrera adulta. Els seus gustos musicals essencialment conservadors el diferencien dels contemporanis musicals més aventurers com Franz Liszt, Richard Wagner, Charles-Valentin Alkan i Hector Berlioz. El Conservatori de Leipzig, que va fundar, es va convertir en un bastió d'aquesta perspectiva antiradical. Després d'un llarg període de relativa denigració a causa dels canvis en els gustos musicals i l'antisemitisme a finals del segle XIX i principis del XX, la seva originalitat creativa va ser revalorada. Actualment, és un dels compositors més populars de l'època romàntica.

## Biografia

### Infància

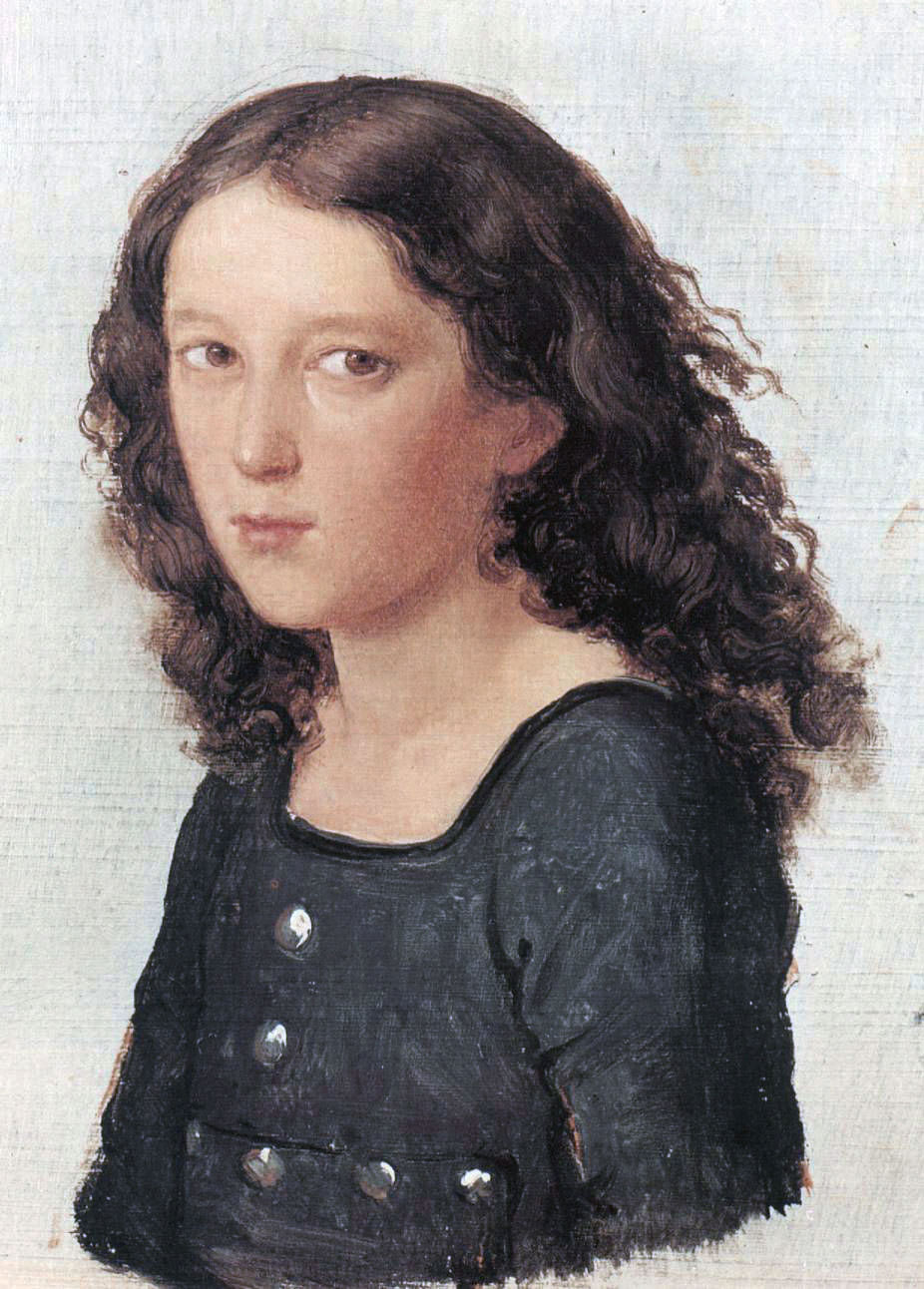
Felix Mendelssohn de 12 anys (1821) de Carl Joseph Begas

Felix Mendelssohn va néixer el 3 de febrer de 1809 a Hamburg, aleshores ciutat-estat independent, a la mateixa casa on, un any després, nasqué Ferdinand David, el dedicatari i primer intèrpret del seu Concert per a violí. El pare de Mendelssohn, el banquer Abraham Mendelssohn, era fill del filòsof jueu alemany Moses Mendelssohn, la família del qual era prominent a la comunitat jueva alemanya. Fins al seu bateig als set anys, Mendelssohn es va criar en gran part sense religió. La seva mare, Lea Salomon, era membre de la família Itzig i germana de Jakob Salomon Bartholdy. Mendelssohn va ser el segon de quatre fills; la seva germana gran Fanny també va mostrar un talent musical excepcional i precoç.
La família es va traslladar a Berlín el 1811, deixant Hamburg disfressats per por de les represàlies franceses pel paper del Banc Mendelssohn en la ruptura del bloqueig del sistema continental de Napoleó. Abraham i Lea Mendelssohn van intentar donar als seus fills –Fanny, Felix, Paul i Rebecka- La millor educació possible. Fanny es va convertir en una pianista molt coneguda als cercles musicals de Berlín com a compositora; originàriament Abraham havia pensat que ella, més que en Felix, seria la més musical. Però ni Abraham ni Felix consideraren apropiat que una dona fes carrera en la música, així que ella va continuar sent una música activa però no professional. Abraham inicialment no es va inclinar a permetre a Felix seguir una carrera musical fins que va quedar clar que hi estava seriosament dedicat.
Mendelssohn va créixer en un entorn intel·lectual. Entre els visitants freqüents del saló organitzat pels seus pares a casa seva a Berlín hi havia artistes, músics i científics, entre ells Wilhelm i Alexander von Humboldt, i el matemàtic Peter Gustav Lejeune Dirichlet (amb qui la germana de Mendelssohn, Rebecka, es casaria més tard). La música Sarah Rothenburg ha escrit sobre la llar que "Europa venia a la seva sala d'estar".

### Cognom
Abraham Mendelssohn va renunciar a la religió jueva abans del naixement de Felix i ell i la seva dona van decidir no circumcidar-el. Fèlix i els seus germans es van criar al principi sense educació religiosa; el 21 de març de 1816, van ser batejats en una cerimònia privada a l'apartament familiar de Berlín pel ministre protestant reformat de l'⁣Església de Jerusalem, moment en què Felix va rebre els noms addicionals Jakob Ludwig. Abraham i la seva dona Lea es van batejar l'any 1822 i van adoptar formalment el cognom Mendelssohn Bartholdy (que feien servir des de 1812) per a ells i per als seus fills.
El nom de Bartholdy es va afegir a proposta del germà de Lea, Jakob Salomon Bartholdy, que havia heretat una propietat d'aquest nom a Luisenstadt i l'adoptà com a cognom. En una carta de 1829 a Felix, Abraham va explicar que l'adopció del nom de Bartholdy pretenia demostrar una ruptura decisiva amb les tradicions del seu pare Moses: "No hi pot haver un Mendelssohn cristià més que un Confuci jueu". (Carta a Felix del 8 de juliol de 1829). En embarcar-se en la seva carrera musical, Felix no va abandonar completament el nom de Mendelssohn com Abraham havia demanat, però en deferència al seu pare va signar les seves cartes i va fer imprimir les seves targetes de visita amb la forma "Mendelssohn Bartholdy". El 1829, la seva germana Fanny li va escriure sobre "Bartholdy […] aquest nom que a tots no ens agrada".

### Carrera

#### Educació musical
Mendelssohn va començar a rebre lliçons de piano de la seva mare quan tenia sis anys, i als set va ser tutoritzat per Marie Bigot a París. Més tard, a Berlín, els quatre nens de Mendelssohn van estudiar piano amb Ludwig Berger, que era un antic alumne de Muzio Clementi. Almenys des de maig de 1819 Mendelssohn (inicialment amb la seva germana Fanny) va estudiar contrapunt i composició amb Carl Friedrich Zelter a Berlín. Això va ser una influència important en la seva futura carrera. Gairebé segur que Zelter havia estat recomanat com a professor per la seva tia Sarah Levy, que havia estat alumne de WF Bach i mecenes del CPE Bach. Sarah Levy va mostrar un cert talent com a teclista, i sovint va tocar amb l'orquestra de Zelter a la Berliner Singakademie⁣; ella i la família Mendelssohn estaven entre els seus principals mecenes. Sarah havia format una important col·lecció de manuscrits de la família Bach que va arribar a la Singakademie; Zelter, els gustos musicals del qual eren conservadors, també era un admirador de la tradició de Bach. Sens dubte, això va tenir un paper important en la formació dels gustos musicals de Felix Mendelssohn, ja que les seves obres reflecteixen aquest estudi del barroc i la música clàssica antiga. Les seves fugues i corals reflecteixen especialment una claredat tonal i un ús del contrapunt que recorda a Johann Sebastian Bach, la música del qual el va influir profundament.

#### Maduresa primerenca

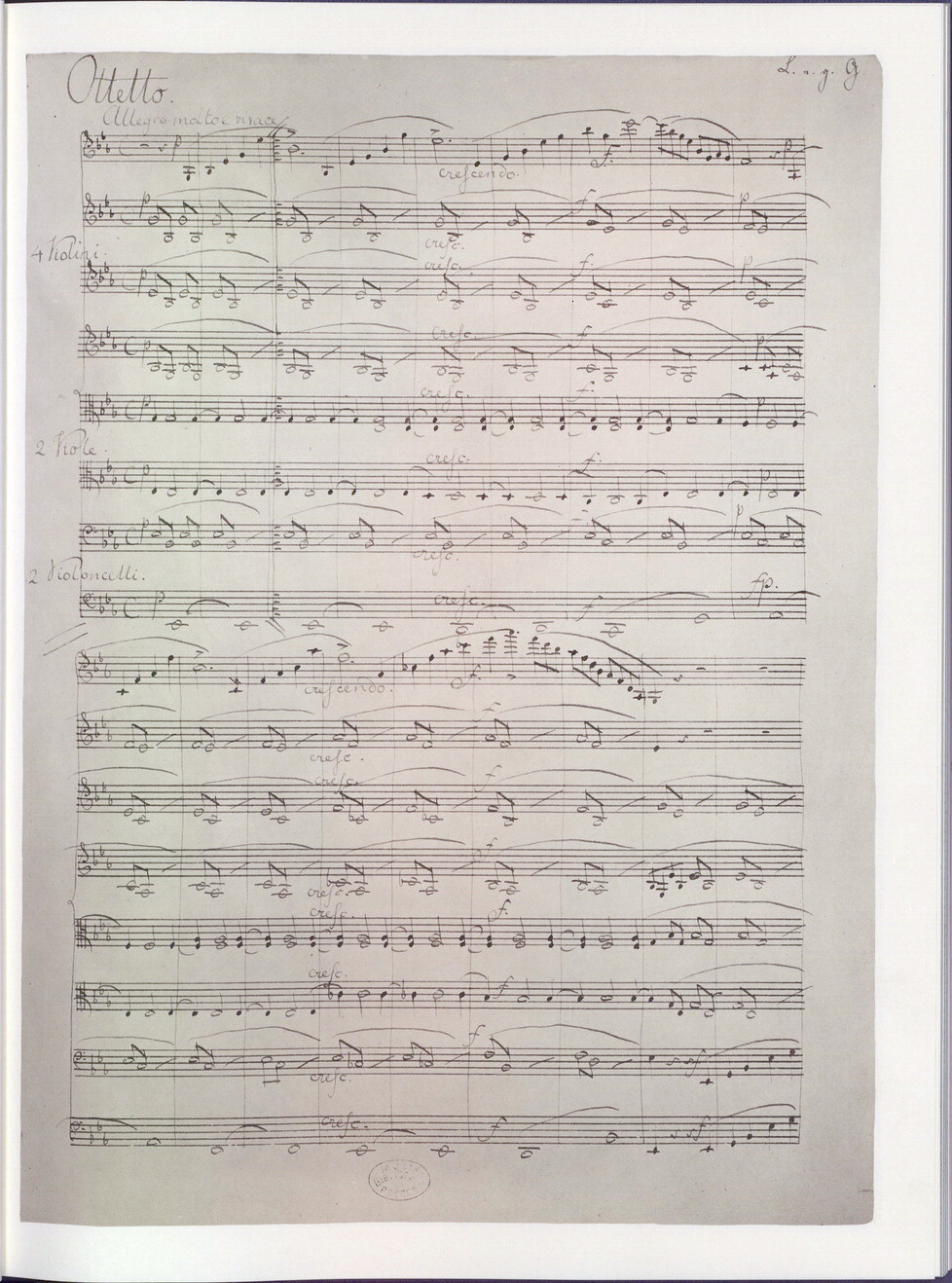
Primera pàgina del manuscrit de l'octet de Mendelssohn (1825) (ara a la Biblioteca del Congrés dels EUA)

Mendelssohn probablement va fer la seva primera aparició a un concert públic als nou anys, quan va participar en un concert de música de cambra acompanyant un duet de trompa. Va ser un compositor prolífic des de petit. Quan era adolescent, les seves obres sovint eren interpretades a casa amb una orquestra privada per als associats dels seus pares rics entre l'elit intel·lectual de Berlín. Entre els 12 i els 14 anys, Mendelssohn va escriure 13 simfonies de corda per a aquests concerts i una sèrie d'obres de cambra. La seva primera obra, un quartet amb piano, es va publicar quan tenia 13 anys. Probablement va ser Abraham Mendelssohn qui va procurar la publicació d'aquest quartet per la casa de Schlesinger. El 1824, el jove de 15 anys va escriure la seva Primera Simfonia per a orquestra completa (en do menor, op. 11).
Als 16 anys Mendelssohn va escriure el seu Octet de corda en mi bemoll major, una obra que s'ha considerat com "l'inici de la seva maduresa com a compositor". Aquest octet i la seva obertura d'El somni d'una nit d'estiu de Shakespeare, que va escriure un any més tard, el 1826, són les més conegudes de les seves primeres obres. (Més tard, el 1843, també va escriure música incidental per a l'obra, inclosa la famosa Marxa nupcial.) L'obertura és potser el primer exemple d'⁣obertura de concert, és a dir, una peça no escrita deliberadament per acompanyar una actuació escènica sinó per evocar un tema literari en una actuació en una plataforma de concerts; aquest va ser un gènere que es va convertir en una forma popular en el romanticisme musical.
El 1824 Mendelssohn va estudiar amb el compositor i virtuós del piano Ignaz Moscheles, que va confessar en els seus diaris que tenia poc a ensenyar-li. Moscheles i Mendelssohn es van convertir en col·legues propers i amics de tota la vida. L'any 1827 es va estrenar, en el que seria l'única actuació de la seva vida, de l'òpera Die Hochzeit des Camacho de Mendelssohn. El fracàs d'aquesta producció el va deixar poc inclinat a aventurar-se de nou en el gènere.
A més de la música, l'educació de Mendelssohn incloïa art, literatura, idiomes i filosofia. Tenia un interès particular per la literatura clàssica i va traduir Andria de Terenci per al seu tutor Heyse el 1825. Heyse va quedar impressionat i la va publicar el 1826 com a obra del "seu alumne, F****" [és a dir, "Felix", amb asteriscs tal com es proporciona al text original]. Aquesta traducció també va qualificar Mendelssohn per estudiar a la Universitat de Berlín, on de 1826 a 1829 va assistir a conferències sobre estètica de Georg Wilhelm Friedrich Hegel, sobre història d'Eduard Gans i sobre geografia de Carl Ritter.

#### Conèixer en Goethe i dirigir Bach
El 1821, Zelter va presentar Mendelssohn al seu amic i corresponsal, l'escriptor Johann Wolfgang von Goethe (aleshores als setanta), que va quedar molt impressionat pel nen, la qual cosa va conduir a la primera comparació confirmada amb Mozart en la següent conversa entre Goethe i Zelter:
| « | "Els prodigis musicals... probablement ja no són tan rars; però el que aquest petit home pot fer en improvisar i tocar a primera vista frega el miraculós, i no hauria pogut creure que fos possible a una edat tan primerenca." "I, tanmateix, vas escoltar Mozart al seu setè any a Frankfurt?" va dir Zelter. "Sí", va respondre Goethe, "... però el que el teu alumne ja aconsegueix, guarda la mateixa relació amb el Mozart d'aquell temps que la conversa cultivada d'un adult amb el xerric d'un nen." | » |

Mendelssohn va ser convidat a conèixer Goethe en diverses ocasions posteriors, i va musicar una sèrie de poemes de Goethe. Les seves altres composicions inspirades en Goethe inclouen l'obertura Mar en calma i viatge pròsper (op. 27, 1828), i la cantata Die erste Walpurgisnacht ( La primera nit de Walpurgis, op. 60, 1832).
El 1829, amb el suport de Zelter i l'ajuda de l'actor Eduard Devrient, Mendelssohn va organitzar i dirigir una representació a Berlín de la Passió segons Sant Mateu de Bach. Quatre anys abans, la seva àvia, Bella Salomon, li havia regalat una còpia del manuscrit d'aquesta obra mestra (aleshores gairebé oblidada). L'orquestra i el cor de l'actuació van ser a càrrec de la Berlin Singakademie. L'èxit d'aquesta actuació, una de les poques des de la mort de Bach i la primera fora de Leipzig, va ser l'esdeveniment central en el ressorgiment de la música de Bach a Alemanya i, finalment, a tot Europa. Mendelssohn va guanyar un gran reconeixement als 20 anys. També va portar a una de les poques referències explícites que Mendelssohn va fer sobre els seus orígens: "Pensar que calia un actor i un fill de jueu per reviure la millor música cristiana del món!"
Durant els anys següents, Mendelssohn va viatjar molt. La seva primera visita a Anglaterra va ser l'any 1829; altres llocs visitats durant la dècada de 1830 van incloure Viena, Florència, Milà, Roma i Nàpols, i en tots es va reunir amb músics i artistes locals i visitants. Aquests anys van resultar ser la germinació d'algunes de les seves obres més famoses, com l'⁣Obertura de les Hèbrides i les simfonies escocesa i italiana.

#### Düsseldorf
A la mort de Zelter el 1832, Mendelssohn tenia esperances de succeir-lo com a director de la Singakademie; però en una votació el gener de 1833 va ser derrotat per Carl Friedrich Rungenhagen. Això podria haver estat a causa de la joventut de Mendelssohn, i la por a possibles innovacions; també alguns van sospitar que era atribuïble a la seva ascendència jueva. Arran d'aquest rebuig, Mendelssohn va dividir la major part del seu temps professional durant els anys següents entre la Gran Bretanya i Düsseldorf, on va ser nomenat director musical (el seu primer càrrec remunerat com a músic) el 1833.
A la primavera d'aquell any, Mendelssohn va dirigir el Festival de Música de la Baixa Renània de Düsseldorf, començant amb una interpretació de l'oratori Israel in Egypt de George Frideric Händel, preparat a partir de la partitura original, que havia trobat a Londres. Això va precipitar un renaixement de Händel a Alemanya, semblant al despertat per JS Bach després de la seva interpretació de la Passió segons Sant Mateu. Mendelssohn va treballar amb el dramaturg Karl Immermann per millorar els estàndards del teatre local, i va fer la primera aparició com a director d'òpera a la producció d'Immermann de Don Giovanni de Mozart a finals de 1833, on es va indignar per les protestes del públic sobre el cost de les entrades. La seva frustració per les seves obligacions quotidianes a Düsseldorf, i el provincialisme de la ciutat, el van portar a renunciar al seu càrrec a finals de 1834. Va tenir ofertes tant de Múnic com de Leipzig per a càrrecs musicals importants, a saber, la direcció de l'⁣Òpera de Múnic, la direcció de la prestigiosa revista musical de Leipzig Allgemeine musikalische Zeitung i la direcció de la Leipzig Gewandhaus Orchestra⁣; va acceptar aquesta última el 1835.

#### Leipzig i Berlín

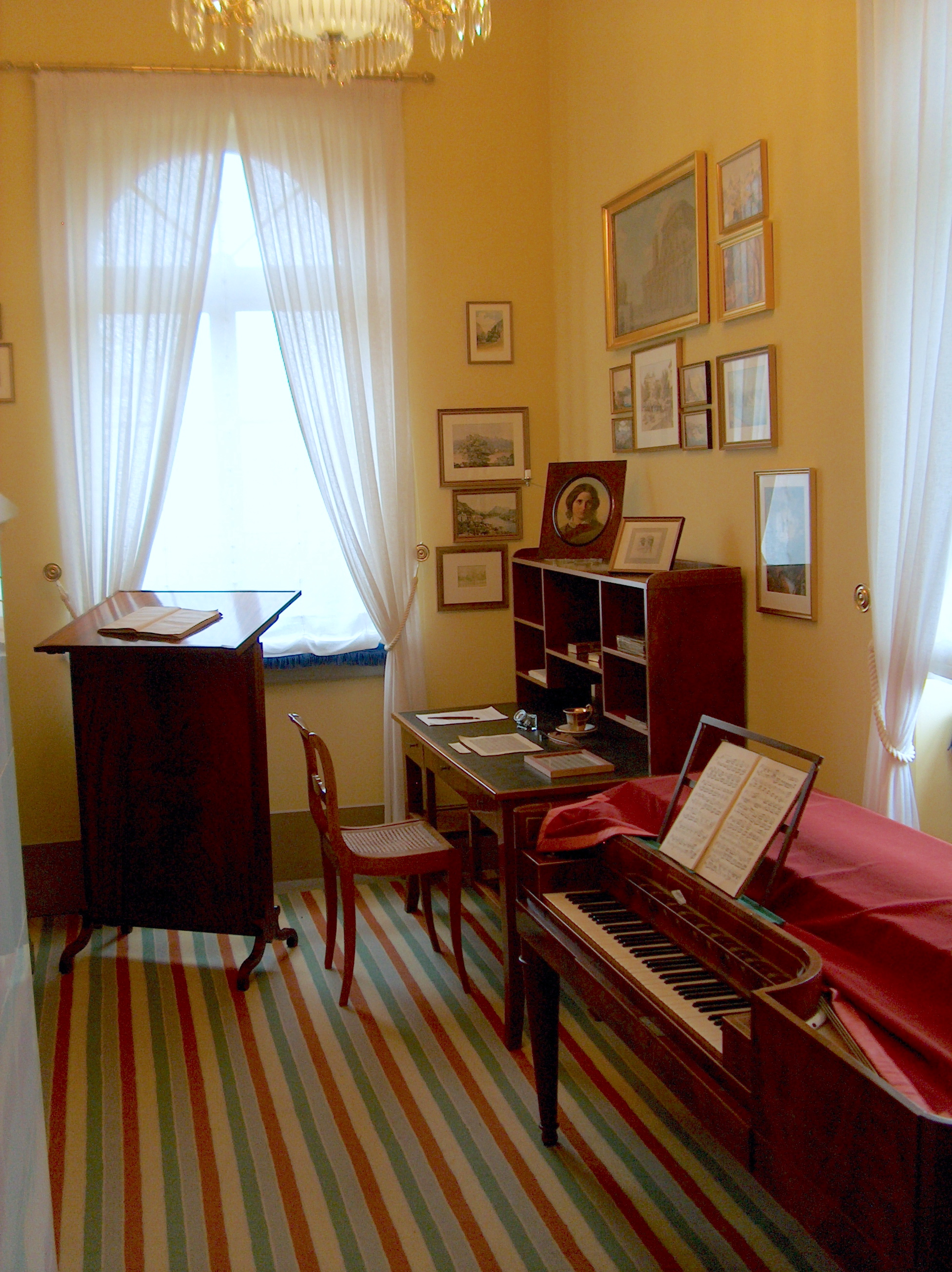
L'estudi del compositor a la Casa Mendelssohn, un museu de Leipzig

A Leipzig, Mendelssohn es va concentrar a desenvolupar la vida musical de la ciutat treballant amb l'orquestra, el teatre d'òpera, el Thomanerchor (del qual Bach havia estat director) i altres institucions corals i musicals de la ciutat. Els concerts de Mendelssohn incloïen, a més de moltes de les seves pròpies obres, tres sèries de "concerts històrics" amb música del segle XVIII i una sèrie d'obres dels seus contemporanis. Va ser inundat d'ofertes de música de compositors emergents i aspirants; entre aquests hi havia Richard Wagner, que va presentar la seva Primera Simfonia, la partitura de la qual, per a disgust de Wagner, Mendelssohn va perdre o malmetre. Mendelssohn també va reviure l'interès per la música de Franz Schubert. Robert Schumann va descobrir el manuscrit de la Novena Simfonia de Schubert i el va enviar a Mendelssohn, qui el va estrenar ràpidament a Leipzig el 21 de març de 1839, més d'una dècada després de la mort de Schubert.
Un esdeveniment històric durant els anys a Leipzig de Mendelssohn va ser l'estrena del seu oratori Paulus, interpretat al Festival de la Baix Renània de Düsseldorf el 1836, poc després de la mort del pare del compositor, que el va afectar molt. Felix va escriure que "mai deixaria d'esforçar-se per obtenir la seva aprovació... encara que ja no en puc gaudir". Paulus va semblar a molts dels contemporanis de Mendelssohn com la seva millor obra i va segellar la seva reputació europea.
Quan Frederic Guillem IV va arribar al tron prussià el 1840 amb l'ambició de desenvolupar Berlín com a centre cultural (incloent-hi l'establiment d'una escola de música i la reforma de la música per a l'església), l'opció òbvia per encapçalar aquestes reformes va ser Mendelssohn. Es va mostrar reticent a emprendre la tasca, sobretot a la llum de la seva forta posició existent a Leipzig. No obstant això, Mendelssohn va passar un temps a Berlín, escrivint música eclesiàstica com Die Deutsche Liturgie i, a petició del rei, música per a produccions de l'Antígona de Sòfocles (1841 - una obertura i set peces ) i Èdip a Colonus (1845). El somni d'una nit d'estiu (1843) i Athalie de Racine (1845). Però els fons de l'escola mai es van materialitzar, i moltes de les promeses de la cort a Mendelssohn pel que fa a les finances, el títol i la programació de concerts es van trencar. Per tant, no li va disgustar tenir l'excusa per tornar a Leipzig.
El 1843 Mendelssohn va fundar el Conservatori de Leipzig, ara Hochschule für Musik und Theatre "Felix Mendelssohn Bartholdy", on va convèncer Ignaz Moscheles i Robert Schumann perquè s'unissin a ell. Altres músics destacats, inclosos els intèrprets de corda Ferdinand David i Joseph Joachim i el teòric musical Moritz Hauptmann, també van esdevenir membres de l'escola. Després de la mort de Mendelssohn el 1847, la seva tradició musicalment conservadora es va mantenir quan Moscheles el va succeir com a cap del Conservatori.

#### Mendelssohn a la Gran Bretanya

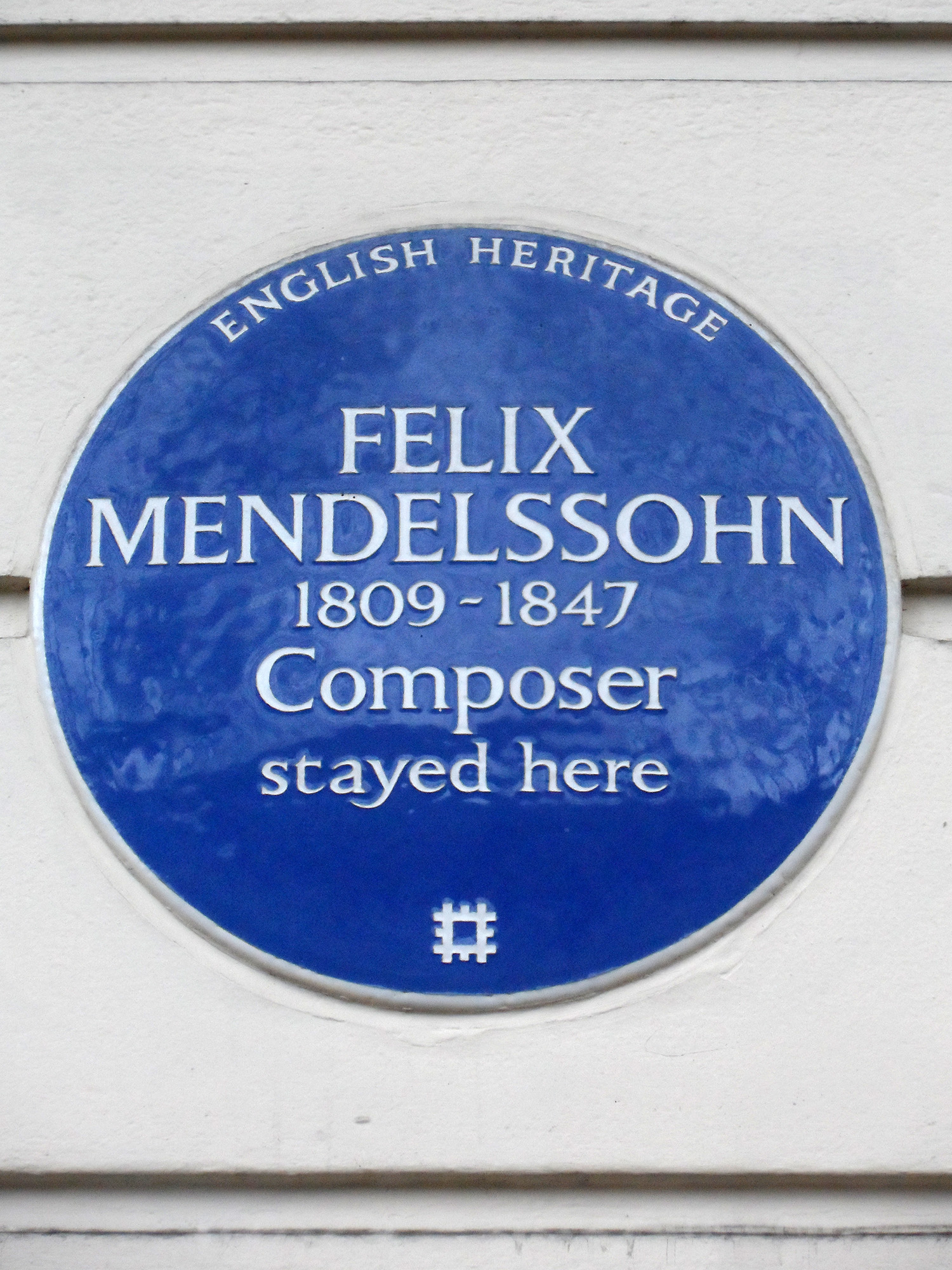
Placa blava del patrimoni anglès que commemora la residència de Mendelssohn a Anglaterra al número 4 de Hobart Place a Belgravia, Londres

Mendelssohn va visitar la Gran Bretanya per primera vegada el 1829, on Moscheles, que ja s'havia instal·lat a Londres, el va introduir en cercles musicals influents. A l'estiu va visitar Edimburg, on va conèixer, entre d'altres, el compositor John Thomson, que després recomanaria per a la plaça de professor de música a la Universitat d'Edimburg. Va fer deu visites a la Gran Bretanya, que van durar en total uns 20 mesos; va guanyar un gran nombre de seguidors, la qual cosa li va permetre causar una bona impressió a la vida musical britànica. Va compondre i interpretar, i també va editar per a editorials britàniques les primeres edicions crítiques d'⁣oratoris de Händel i de la música d'orgue de JS Bach. Escòcia va inspirar dues de les seves obres més famoses: l'obertura Les Hèbrides (també coneguda com La cova de Fingal ); i la Simfonia escocesa (Simfonia núm. 3). Una placa blava del patrimoni anglès que commemora la residència de Mendelssohn a Londres es va col·locar al número 4 de Hobart Place a Belgravia, Londres, el 2013.
El seu protegit, el compositor i pianista britànic William Sterndale Bennett, va treballar estretament amb Mendelssohn durant aquest període, tant a Londres com a Leipzig. Va sentir per primera vegada a Bennett actuar a Londres el 1833 amb 17 anys. Bennett va aparèixer amb Mendelssohn en concerts a Leipzig durant la temporada 1836/1837.
En la vuitena visita britànica de Mendelssohn, l'estiu de 1844, va dirigir cinc dels concerts de la Filharmònica a Londres i va escriure: "Mai s'havia vist res com aquesta temporada: mai no anàvem a dormir abans de dos quarts d'una, cada hora de cada dia estava plena d'actes programats tres setmanes abans, i vaig escoltar més música en dos mesos que en tota la resta de l'any." (Carta a Rebecka Mendelssohn Bartholdy, Soden, 22 de juliol de 1844). En visites posteriors, Mendelssohn va conèixer la reina Victòria i el seu marit el príncep Albert, ell mateix compositor, que tots dos admiraven molt la seva música.
L'oratori Elijah de Mendelssohn va ser encarregat pel Birmingham Triennial Music Festival i es va estrenar el 26 d'agost de 1846 a l'⁣Ajuntament de Birmingham. Va ser compost a partir d'un text alemany traduït a l'anglès per William Bartholomew, que va ser autor i va traduir moltes de les obres de Mendelssohn durant el seu temps a Anglaterra.
En la seva última visita a la Gran Bretanya el 1847, Mendelssohn va ser el solista del Concert per a piano núm. 4 de Beethoven i va dirigir la seva pròpia Simfonia escocesa amb l'Orquestra Filharmònica davant la Reina i el Príncep Albert.

#### Mort

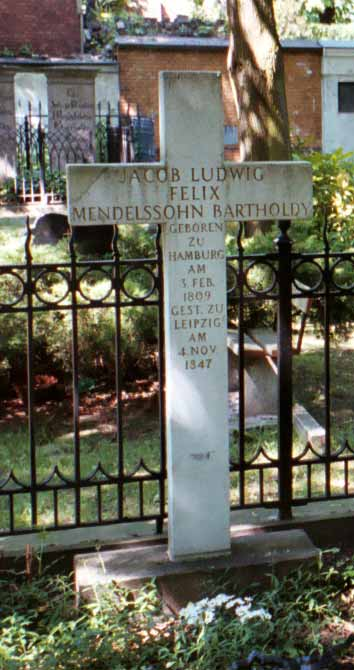
Làpida de Mendelssohn al Dreifaltigkeitsfriedhof

Mendelssohn va patir una mala salut en els darrers anys de la seva vida, probablement agreujada per problemes nerviosos i excés de treball. Una darrera gira per Anglaterra el va deixar esgotat i malalt, i la mort de la seva germana, Fanny, el 14 de maig de 1847, li va causar més angoixa. Menys de sis mesos després, el 4 de novembre, a l'edat de 38 anys, Mendelssohn va morir a Leipzig després d'una sèrie d'ictus. El seu avi Moses, Fanny i els seus pares havien mort tots per apoplexies similars. Encara que generalment havia estat meticulós en la gestió dels seus assumptes, va morir intestat.
El funeral de Mendelssohn es va celebrar a la Paulinerkirche, Leipzig, i va ser enterrat al Dreifaltigkeitsfriedhof I de Berlín-Kreuzberg. Els portadors incloïen Moscheles, Schumann i Niels Gade. Mendelssohn havia descrit una vegada la mort, en una carta a un desconegut, com un lloc "on s'espera que encara hi hagi música, però cap més dolor ni més adéus".

## Catàleg d'obres

### Obra orquestral

#### Simfonies
- 13 simfonies per a orquestra de corda (1821-23)
- Simfonia núm. 1 en do menor, op. 11 (1824)
- Simfonia núm. 2 «Lobgesang» (simfonia-cantata per a solistes, cor, orgue i orquestra) en si bemoll major, op. 52 (1840)
- Simfonia núm. 3 «Escocesa» en la menor, op. 56 (1830-42)
- Simfonia núm. 4 «Italiana» en la major, op. 90 (1833)
- Simfonia núm. 5 «Reforma» en re menor, op. 107 (1830-32).

#### Obertures
- El somni d'una nit d'estiu en mi major, op. 21 (1827)
- Les Hèbrides o La Cova de Fingal en si menor, op. 26 (1830-32)
- Meeresstille und Glückliche Fahrt en re major, op. 27 (1828-32)
- Märchen Von Der schönen Melusine en mi major, op. 32 (1833)
- Ruy Blas en do menor, op. 95 (1839)
- Obertura trompeta en do, op. 101.

#### Piano i orquestra
- Capriccio brillant en si menor, op. 22 (1832)
- Concert núm. 1 en sol menor, op. 25 (1831)
- Ronde brillant en Mi bemoll major, op. 29 (1834)
- Concert núm. 2 en re menor, op. 40 (1837)
- Sérénade et allegro giocoso en si menor, op. 43 (1838).

#### Violí i orquestra
- Concert en mi menor, op. 64 (1844).

#### Diversos
- Trauermarsch en la menor, op. 103 (1836)
- Marxa en re major, op. 108 (1841)

### Música instrumental
Piano
- Capriccio en Fa sostingut menor, op. 5 (1825)
- Sonata en mi major, op. 6 (1826)
- 7 Peces característiques en mi menor, si menor, re major, la major, la major, mi menor i mi major, op. 7 (pub. 1827)
- Rondó capriccioso en mi menor, op. 14
- Fantasia op. 15
- 3 Fantasies en la menor, mi menor i mi major, op. 16 (1829)
- Cançons sense paraules (Lieder ohne Worte), op. 19 (1829), op. 30 (1833-34), op. 38 (1837), op. 53 (1841), op. 62 (1843-44), op. 67 (1843-45), op. 85 (1834-45), op. 102 (1842-45)
- Caprices en la menor, mi major i Si bemoll menor, op. 33 (1833-35) *6 Preludis i fugues, op. 35 (1832-37)
- Variacions serioses en re menor, op. 54 (1841)
- 6 Kinderstücke, op. 72 (1842)
- Variacions en Mi bemoll major, op. 82 (1841)
- Variacions en Si bemoll major, op. 83 (1841)
- 3 Preludis i 3 estudis, op. 104 (1834-38)
- Sonata en sol menor, op. 105 (1821)
- Sonata en Si bemoll major, op. 106 (1827)
- Albumblatt en mi menor, op. 117 (1837)
- Capriccio en mi major, op. 118 (1837)
- Perpetuum mobile en do major, op. 119
- Altres peces diverses.

Orgue
- 3 Preludis i fugues, op. 37 (1833-37)
- 6 Sonates, op. 65 (1839-44)
- Fuga en fa menor (1839)
- Preludi en do menor (1841)
- Andante i allegro (1844).

### Música de cambra
- Variacions en si bemoll major per a duo de pianos, op. 83a
- Allegro brillant en la major per a duo de pianos, op. 92 (1841)
- Duo concertant sobre Preciosa de Weber per a dos pianos
- Sonata en si bemoll major per a piano i violoncel núm. 1, op. 45 (1838)
- Sonata en re major per a piano i violoncel núm. 2, op. 58 (1843)
- Variacions concertants en re major per a violoncel i piano, op. 17 (1829)
- Cançó sense paraules en re major per a violoncel i piano, op. 109 (1845)
- Sonata en fa menor per a violí i piano, op. 4 (1825)
- Trio en re menor per a piano, violí i violoncel, op. 49 (1839)
- Trio en do menor per a piano, violí i violoncel, op. 66 (1845)
- 3 quartets en do menor, op. 1 (1822), fa menor, op. 2 (1823) i si menor, op. 3 (1824-25) per a piano i corda
- 2 peces concertants en fa menor i re menor per a clarinet, corno di bassetto, trompa i piano, op. 113 i op. 114 (1833)
- 7 quartets de corda en si bemoll major, op. 12 (1829), en la menor, op. 13 (1827), en re major, mi menor i Mi bemoll major, op. 44 (1837-38), en fa menor, op. 80 (1847) i op. 81 (1827-47)
- 2 quintets de corda en la major, op. 18 (1831) i Si bemoll major, op. 87 (1845)
- Sextet en re major amb piano, op. 110 (1824)
- Octet en mi bemoll major per a 4 violins, 2 violes i 2 violoncels, op. 20 (1825).

### Obra vocal i coral
Veu i orgue
- 3 peces amb solista i cor: Aus tiefer Not, Au Maria, Mitten wir, op. 23
- 3 motets amb cor de dones, op. 39 (1830).

Veu i piano
- 12 Lieder, op. 8 (1830)
- 12 Lieder, op. 9 (1829)
- 6 Lieder, op. 19a (1830)
- 6 Lieder, op. 31
- 6 Lieder, op. 34 (1834-37)
- 6 Lieder, op. 47 (1839)
- 6 Lieder, op. 57 (1839-42)
- 6 Lieder, op. 71 (1842-47)
- 3 Lieder, op. 84 (1831-39)
- 6 Lieder, op. 86 (1826-47)
- 6 Lieder, op. 99 (1841-45)
- 6 Duos amb piano, op. 63 (1836-44)
- 7 Duos amb piano, op. 77 (1836-47)
- 3 Volkslieder i altres cançons.

Cor a cappella
Prop de 50 obres, op. 41, 48, 50, 59, 75, 76, 88, 100, 116 i 120, compostes entre 1834 i 1847.
Cors amb orquestra
- Salm 115 per a solistes i cor, op. 31 (1830)
- Salm 42 per a solistes i cor, op. 42 (1837)
- Salm 95 per a tenor i cor, op. 46 (1839)
- Salm 114, op. 51 (1839)
- Salms 2, 22 i 43 per a solistes i cor, op. 78 (1844)
- Salm 98, op. 91 (1843)
- 3 motets per a solistes i cor, op. 69 (1847)
- 6 Anthems, op. 79 (1843-46)
- Tu es Petrus per a cor a 5 veus, op. 111 (1827)
- Die erste Walpurgisnacht, op. 60 (1833)
- An Die Künstler, op. 68 (1846)
- Gutenberg cantata (1840)
- Kyrie Eleison per a doble cor (1846)
- Lauda Sion, cantata, op. 73 (1846)

Oratoris
- Paulus, op. 36 (1836)
- Elias, op. 70 (1846)
- Christus (inacabat), op. 97 (1847).

Música incidental
- Antígona, op. 55 (1841)
- Somni d'una nit d'estiu, op. 61 (1843)
- Athalia, op. 74 (1843)
- Oedipus in Kolonos, op. 93 (1845).

Òpera
- Die Soldatenliebschaft (L'amor del soldat), singspiel MWV L 1 (1820)
- Die beiden Pädagogen (Els dos educadors), singspiel MWV L 2 (1821)
- Die wandernden Komödianten (Els còmics errants), singspiel MWV L 3 (1822)
- Der Onkel aus Boston, oder Die beiden Neffen (L'Oncle de Boston, o Els dos nebots), singspiel MWV L 4 (1823)
- Die Hochzeit des Camacho (El casament de Camacho), singspiel, op. 10 (1825)
- Die Heimkehr aus Der Fremde (El retorn del foraster), liederspiel, op. 89 (1829)
- Loreley (inacabada), op. 98 (1847).